# Matthew Selt
Matthew Selt (Romford, 7 marzo 1985) è un giocatore di snooker inglese, professionista nel 2002-2003 e dal 2007, numero 22 del ranking.

## Carriera
Matthew Selt divenne professionista nel 2002.
Dopo tante eliminazioni ai primi turni ha cominciato ad arrivare fino in semifinale in tornei minori come il Six-Red World Championship e la Championship League, conquistando anche un ottimo quarto di finale allo UK Championship 2015 dove viene sconfitto nettamente da Mark Selby per 6-1.
Nel 2016 Selt vince l'Haining Open primo torneo ufficiale in carriera, mentre nel 2019 battendo Lyu Haotian all'Indian Open l'inglese conquista il suo primo valido per il Ranking.

## Ranking[4]
| Stagione  | Ranking iniziale | Ranking finale |
| --------- | ---------------- | -------------- |
| 2002-2003 | Non classificato | 127            |
| 2007-2008 | Non classificato | 71             |
| 2008-2009 | 68               | 67             |
| 2009-2010 | 67               | 51             |
| 2010-2011 | 51               | 43             |
| 2011-2012 | 43               | 44             |
| 2012-2013 | 44               | 44             |
| 2013-2014 | 44               | 55             |
| 2014-2015 | 48               | 30             |
| 2015-2016 | 30               | 25             |
| 2016-2017 | 25               | 34             |
| 2017-2018 | 34               | 59             |
| 2018-2019 | 59               | 34             |
| 2019-2020 | 34               | 26             |
| 2020-2021 | 26               |                |

## Tornei vinti

### Titoli Non-Ranking: 1
| Titoli Ranking | Titoli Ranking | Titoli Ranking | Titoli Ranking |
| -------------- | -------------- | -------------- | -------------- |
| Competizione   | Anno           | Avversario     | Note           |
| Indian Open    | 2019           | Lyu Haotian    | [ 3 ]          |

| Titoli Non-Ranking | Titoli Non-Ranking | Titoli Non-Ranking | Titoli Non-Ranking |
| ------------------ | ------------------ | ------------------ | ------------------ |
| Ciompetizione      | Anno               | Avversario         | Note               |
| Haining Open       | 2016               | Li Hang            | [ 2 ]              |

## Finali perse

### Titoli Non-Ranking: 1
| Titoli Ranking  | Titoli Ranking | Titoli Ranking | Titoli Ranking |
| --------------- | -------------- | -------------- | -------------- |
| Competizione    | Anno           | Avversario     | Note           |
| Turkish Masters | 2022           | Judd Trump     | [ 5 ]          |

| Titoli Non-Ranking | Titoli Non-Ranking | Titoli Non-Ranking | Titoli Non-Ranking |
| ------------------ | ------------------ | ------------------ | ------------------ |
| Competizione       | Anno               | Avversario         | Note               |
| WPBSA Open Tour 6  | 2002               | Stuart Bingham     | [ 6 ]              |

- European Tour: 1 (Lisbon Open 2014)